# Kimball (Minnesota)
Kimball – miasto w Stanach Zjednoczonych, w stanie Minnesota, w hrabstwie Stearns.